# Tor Stegny
Das Tor Stegny (Bahn Stegny) ist eine Eisschnelllaufbahn im Warschauer Stadtteil Mokotów in Polen.

## Geschichte
Im Jahr 1953 wurde die Eisbahn im Bezirk Stegny als Natureisbahn errichtet. 1977, nach über 20 Jahren wurde der Betrieb eingestellt. In der Folge begannen die Arbeiten an der neuen Eisbahn mit einem künstlichen Kühlsystem. 1979 wurde die 400-Meter-Kunsteisbahn neueröffnet.
Neben internationalen Länderkämpfen fand im Dezember 1991 der erste Weltcup 1991/92 der Frauen statt. Die Österreicherin Emese Hunyady gewann über 1500 und 3000 Meter mit Streckenrekord. Über 500 und 1000 Meter gewann die US-Amerikanerin Bonnie Blair und dies ebenfalls mit Streckenrekord. 1997 fanden hier die Einzelstreckenweltmeisterschaften statt. Mit drei Titeln war die Deutsche Gunda Niemann die erfolgreichste Athletin mit Titeln über 1500, 3000 und 5000 Meter. Der Niederländer Rintje Ritsma war erfolgreichster Athlet mit Zwei Titeln über 1500 und 5000 Meter. Den Titel über 10.000 Meter musste er seinem Landsmann Gianni Romme überlassen. In der Saison 1999/2000 machte der Eisschnelllaufweltcup das zweite Mal Station in Polen. Auf den 1000 Metern siegten Marianne Timmer (NLD) und Michael Künzel (DEU). Beide mit Streckenrekorden die heute noch Bestand haben.
Der an der Bahn ansässige Verein WTŁ Stegny brachte die international erfolgreiche Polnische Eisschnellläuferin Katarzyna Woźniak hervor. Sie ist auch Inhaber dreier Bahnrekorde auf der Tor Stegny, die sie unter anderen bei Polnischen Meisterschaften errungen hatte.

## Veranstaltungen
| Einzelstreckenweltmeisterschaften | 1997               |
| Juniorenweltmeisterschaften       | 1992               |
| Weltcup                           | 1991/92, 1999/2000 |

## Bahnrekorde

### Frauen
| Strecke                 | Athlet                                              | Zeit    | Datum                 | Wettkampf                 |
| ----------------------- | --------------------------------------------------- | ------- | --------------------- | ------------------------- |
| 0100 m                  | Aleksandra Goss                                     | 0 11,40 | 6. März 2004          | ?                         |
| 0500 m                  | Monique Garbrecht                                   | 0 39,39 | 4. Dezember 1999      | Weltcup 1999/2000         |
| 1000 m                  | Marianne Timmer                                     | 1:19,52 | 4. Dezember 1999      | Weltcup 1999/2000         |
| 1500 m                  | Katarzyna Wójcicka                                  | 2:04,25 | 15. Dezember 2006     | Polnische Meisterschaften |
| 3000 m                  | Gunda Niemann                                       | 4:20,34 | 7. März 1997          | Einzelstrecken-WM 1997    |
| 5000 m                  | Gunda Niemann                                       | 7:19,85 | 9. März 1997          | Einzelstrecken-WM 1997    |
| Team Pursuit (6 Runden) | DeutschlandBente Kraus Dominique Thomas Isabell Ost | 3:23,60 | 19. Januar 2008       | Europäische Jugendspiele  |
| Mehrkampf               | Athlet                                              | Punkte  | Datum                 | Wettkampf                 |
| Sprint-MK               | Monique Garbrecht                                   | 161,370 | 4.–5. Dezember 1999   | Weltcup 1999/2000         |
| Mini-MK                 | Katarzyna Wójcicka                                  | 177,778 | 21.–22. Dezember 2002 | Polnische Meisterschaften |
| Kleiner MK              | Katarzyna Wójcicka                                  | 177,869 | 15.–16. März 2008     | ?                         |

Nicht oder nicht mehr im internationalen Wettkampf ausgetragen.
- 22. September 2013[1]
- Summe der auf 500 m heruntergebrochenen Einzelstrecken (500, 1000, 1500, 3000, 5000 Meter): 207,941 Pkt.

### Männer
| Strecke    | Athlet                    | Zeit     | Datum                 | Wettkampf                 |
| ---------- | ------------------------- | -------- | --------------------- | ------------------------- |
| 0100 m     | Maciej Ustynowicz         | 0 10,01  | 20. Dezember 2007     | Polnische Meisterschaften |
| 0500 m     | Hiroyasu Shimizu          | 0 35,79  | 4. Dezember 1999      | Weltcup 1999/2000         |
| 01000 m    | Michael Künzel            | 01:12,64 | 4. Dezember 1999      | Weltcup 1999/2000         |
| 01500 m    | Konrad Niedźwiedzki       | 01:53,15 | 29. Dezember 2012     | Polnische Meisterschaften |
| 03000 m    | Paweł Jan Zygmunt         | 04:03,00 | 6. November 1999      | ?                         |
| 05000 m    | Jan Szymański             | 06:42,88 | 29. Dezember 2012     | Polnische Meisterschaften |
| 10.000 m   | Sławomir Chmura           | 14:09,75 | 28. November 2008     | Polnische Meisterschaften |
| Mehrkampf  | Athlet                    | Punkte   | Datum                 | Wettkampf                 |
| Sprint-MK  | Hiroyasu Shimizu          | 146,690  | 4.–5. Dezember 1999   | Weltcup 1999/2000         |
| Mini-MK    | Rafał Gąsior              | 167,716  | 4.–5. März 2000       | ?                         |
| Kleiner MK | Andrzej Gąsienica-Laskowy | 165,416  | 19.–20. November 2011 | ?                         |
| Großer MK  | Konrad Niedźwiedzki       | 163,313  | 19.–20. März 2011     | Polnische Meisterschaften |

Nicht oder nicht mehr im internationalen Wettkampf ausgetragen.
- Stand: 22. September 2013[1]
- Summe der auf 500 m heruntergebrochenen Einzelstrecken (500, 1000, 1500, 5000, 10.000 Meter): 192,601 Pkt.

## Verweise